# Гілл-Кантрі-Вілледж (Техас)
Гілл-Кантрі-Вілледж (англ. Hill Country Village) — місто (англ. city) в США, в окрузі Беар штату Техас. Населення — 942 особи (2020).

## Географія
Гілл-Кантрі-Вілледж розташований за координатами 29°34′55″ пн. ш. 98°29′8″ зх. д. / 29.58194° пн. ш. 98.48556° зх. д. (29.581999, -98.485663).  За даними Бюро перепису населення США в 2010 році місто мало площу 5,58 км², з яких 5,56 км² — суходіл та 0,02 км² — водойми.

## Демографія
Згідно з переписом 2010 року, у місті мешкало 985 осіб у 344 домогосподарствах у складі 290 родин. Густота населення становила 177 осіб/км².  Було 366 помешкань (66/км²).
Расовий склад населення:
| - 90,7 % — білих - 2,3 % — азіатів - 0,8 % — корінних американців - 0,5 % — чорних або афроамериканців - 2,7 % — осіб інших рас |

До двох чи більше рас належало 2,9 %. Частка іспаномовних становила 19,2 % від усіх жителів.
За віковим діапазоном населення розподілялося таким чином: 23,7 % — особи молодші 18 років, 57,8 % — особи у віці 18—64 років, 18,5 % — особи у віці 65 років та старші. Медіана віку мешканця становила 48,2 року. На 100 осіб жіночої статі у місті припадало 103,9 чоловіків;  на 100 жінок у віці від 18 років та старших — 102,2 чоловіків також старших 18 років.
Середній дохід на одне домашнє господарство  становив 314 229 доларів США (медіана — 218 750), а середній дохід на одну сім'ю — 346 887 доларів (медіана — 231 250). Медіана доходів становила 201 458 доларів для чоловіків та 101 250 доларів для жінок. За межею бідності перебувало 2,1 % осіб, у тому числі 0,0 % дітей у віці до 18 років та 6,0 % осіб у віці 65 років та старших.
Цивільне працевлаштоване населення становило 373 особи. Основні галузі зайнятості: освіта, охорона здоров'я та соціальна допомога — 29,2 %, науковці, спеціалісти, менеджери — 20,1 %, мистецтво, розваги та відпочинок — 8,3 %, роздрібна торгівля — 7,8 %.